# Варвашеня, Иван Денисович
Ива́н Дени́сович Варваше́ня (бел. Іва́н Дзяні́савіч Варвашэ́ня; 31 декабря 1904, Быстрица, Слуцкий уезд, Минская губерния — 4 марта 1957) — один из организаторов и руководителей коммунистического подполья и партизанского движения на территории Минской области в годы Великой Отечественной войны. 

## Биография
Иван Денисович Варвашеня родился 31 декабря 1904 года в деревне Быстрица Слуцкого уезда Минской губернии (ныне — агрогородок Быстрица в Копыльском районе Минской области).
После окончания школы обучался в Тимковичском городском училище.
Член КПСС с 1927 года. Окончил МИИЖТ в 1934 году. В 1939—1941 гг. заведующий отделом, секретарь по транспорту Минского обкома КП(б)Б.
Во время Великой Отечественной войны с 21 июля 1941 по май 1943 года секретарь Минского подпольного обкома КП(б)Б и одновременно с августа 1942 по апрель 1943 года. секретарь Слуцкого подпольного межрайкома КП(б)Б, комиссар партизанского соединения Слуцкой зоны.
С 1944 года секретарь Минского обкома, с 1950 года 1-й секретарь Минского ГК КПБ. Кандидат в члены ЦК КПБ в 1949—1952 гг., член ЦК КПБ в 1952—1956 гг.. Депутат Верховного Совета БССР с 1947 года.
За мужество, проявленное в годы Великой Отечественной войны, Иван Варвашеня был награжден двумя орденами Ленина, орденом Красного Знамени.
Умер 4 марта 1957 года, похоронен на Военном кладбище Минска.

## Награды и звания
- Орден Ленина (2)
- Орден Красного Знамени

## Память
- Именем И. Д. Варвашени названа улица в Заводском районе г. Минска (сначала так назывался современный проспект Машерова на участке от проспекта Независимости до улицы Сторожевской)[2][3].
- Мемориальная доска секретарю межрайонного подпольного РК КПБ Варвашене И. Д. в аг. Быстрица Копыльского района Минской области.